# Stefan Nilsson (jurist)
Per Stefan Erik Nilsson, född 27 december 1953 i Mörbylånga, är en svensk jurist som var lagman i Vänersborgs tingsrätt från 2013 till 2019.
Nilsson utnämndes till lagman i Vänersborgs tingsrätt 16 maj 2013 efter att varit rådman där sedan juni 2012.